# Fabrizio Rampelli
Fabrizio Rampelli (* um 1955) ist ein italienischer Filmschaffender.
Rampelli trat erstmals 1977 als Produktionssekretär in Erscheinung, hatte dann Engagements als Regieassistent (und einmalig als Darsteller) sowie als Produktionsleiter bis ins Jahr 1990. Vier Jahre zuvor hatte er seinen einzigen Film als Spielleiter vorgelegt. La trasgressione wurde als „Mischung aus Sexszenen, Art-House-Ideen und Gewalt“ beschrieben. Nach seinen Aufgaben für Kinoproduktionen wandte er sich dem Fernsehen zu.

## Filmografie
- 1986: La trasgressione